# Staand naakt (George Grard)
Staand naakt is een bronzen beeldhouwwerk van de Belgische beeldhouwer George Grard uit 1948. Het werk behoort tot de collectie van het Koninklijk Museum voor Schone Kunsten Antwerpen, waar het inventarisnummer 2680 draagt.

## Context
Kunstenaar George Grard staat vooral bekend om zijn menselijke figuren in uiteenlopende formaten. Aanvankelijk volgt hij een opleiding als ornamentsbeeldhouwer. Na 1923 beslist hij beeldhouwer te worden. Hij verlaat in 1930 zijn geboorteplaats, verblijft kort te Parijs en zondert zich in 1932 af te St.-Idesbald aan de Belgische kust, nabij de Franse grens.
Zijn favoriete thema is de menselijke, en dan vooral de vrouwelijke, naakte figuur. Uit deze inspiratiebron blijft de kunstenaar gedurende zijn carrière onophoudelijk putten als een ode aan het leven en de mens. Grard vereenvoudigt en stileert de vormen tot hun essentie, waardoor het resultaat een krachtige, subtiele kalmte uitstraalt. Zijn figuren zijn op enkele uitzonderingen na geen portretten van individuen, maar ze stellen eerder dé vrouw voor in perfecte harmonie met haar omgeving, rustig, krachtig, levendig. Deze allesomvattende visie op zijn onderwerp uit zich ook in zijn stijl, waarin details het afleggen ten voordele van een abstraherende vorm, die wel steeds herkenbaar blijft. De poses zijn ongekunsteld, natuurlijk en tonen vaak liggende of staande rusthoudingen.
Tot 1945 is zijn werk vrij klein van afmetingen en meestal in klei en gips uitgewerkt zodat Grard zijn beelden makkelijk met de hand kan manipuleren. Nadien legt de kunstenaar zich eerder toe op sculpturen van groot formaat in brons, die hem ook bekend maken bij het grote publiek.
Het werk van Grard wordt door Hesaerts in 1942 tot het animisme gerekend, een stroming die streeft naar "…een diep begrijpen, naar vereniging met het wezenlijke",  door met nauwkeurigheid de innerlijke houding van het afgebeelde uit te drukken. Het humane en intieme karakter van zijn werk sluit aan bij deze beschrijving en zo is Grard samen met Charles Leplae een van de twee beeldhouwers die gezien worden als horende bij deze beweging. Het animisme is moeilijk als stijl te definiëren omdat het eerder een houding betreft van bezieling, die veeleer intimistisch dan uitbundig is en zich vertaalt in een bescheiden vormgeving.

## Beschrijving
Staand naakt, of ook bekend als De waternimf (Najade), is een bronzen beeld uit 1948 op een rond voetstuk. Het werk stelt een naakte, rechtopstaande vrouwfiguur voor. Zij staat stevig op beide benen in een zelfverzekerd evenwicht met het rechterbeen iets naar voren geplaatst, terwijl haar armen ontspannen langs haar lichaam gestrekt zijn. In de handen is een licht voorwaartse beweging te bespeuren. De positie van haar hoofd doet haar lichtjes naar beneden kijken. Consistent met de overige werken uit het oeuvre van de kunstenaar is er geen zware symbolische geladenheid of sociale kritiek aanwezig, slechts een verheerlijking van het vrouwelijk naakt. Wars van alle eigentijdse vernieuwingen en trends blijft Grard steeds vorm geven aan dit zelfde thema, dat hij op een eenvoudige en zelfs haast abstraherende manier uitwerkt. Staand naakt bevindt zich in een ontwikkeling in zijn oeuvre waarbij de kunstenaar vanaf 1945 zijn beelden steeds op een grotere schaal uitvoert. Zijn eerdere werken bezitten echter ook ondanks hun geringere afmetingen al een zekere monumentaliteit die hun fysieke omvang overstijgt, te danken aan de uitstraling van harmonische eenvoud en kracht. Het beeld moet Grard blijkbaar nauw aan het hart gelegen hebben, aangezien hoofdconservator Walther Vanbeselaere hem in een brief betreffende de aankoop van de sculptuur schreef: “Ik begrijp dat het moeilijk is om definitief afscheid te nemen van een werk waar je zo van houdt, (…) maar onthoud dat het museum geen kerkhof is.”
Deze versie van Staand naakt is nog vrij bescheiden met haar lengte van zo’n 74 cm, maar dit ontwerp werd een jaar nadien nogmaals gerealiseerd in opdracht van het Ministerie van Openbare werken. La Naïade of De waternimf (1949-50) stond met haar monumentale grootte van 3 m te pronken op de brug Pont-à-Pont in Doornik, waarna een storm van kritiek losbarstte en een verhit debat over wat toelaatbaar was in de publieke ruimte. Tegenstanders die aanstoot namen aan haar naakte vormen, die een aanslag op de goede zeden zouden zijn, dekten haar af en het beeld kreeg uiteindelijk een tweederangsplaats onder de brug. In 1983 werd deze kleingeestige houding echter overwonnen en staat De waternimf opnieuw op haar rechtmatige plaats.
In Staand naakt valt nog een volrond mediterraans model te herkennen, een type dat Grard tot de jaren ’50 veelal weergeeft. Nadien komt er een kentering onder invloed van een reis naar Afrika, waardoor de lichamen die hij sculpteert veeleer slank, gespierd en uitgelengd worden. Ook inhoudelijk verschuift de uitstraling van de beelden van een eerder in zichzelf gekeerde indruk naar een van zelfzekerheid.

## Materiële aspecten
- afmetingen: 73,5 × 24,5 × 21 cm, 13,1 kg
- signaturen: "grard g"
  - plaats: basis, zijkant rechts
  - type: gegrift
  - typoscript/ lettertype: onderkast
- auteur: George Grard

## Provenance
Aangekocht door het Koninklijk Museum voor Schone Kunsten Antwerpen van de kunstenaar in 1949.

## Referentielijst
1. 1 2  Gilberte Gepts, Musea van België. Koninklijk Museum voor Schone Kunsten te Antwerpen. Moderne meesters, 1958, nr. 68
2. ↑  Marcel Van Jole en Marie-Anne Gheeraert, Georges Grard – Monografie (Brugge: Stichting Kunstboek, 1995): 28.
3. ↑  G. Gepts, Eros en vruchtbaarheid (Antwerpen: De Coker, 1978): 80.
4. ↑  Marc Lambrechts, De innerlijke stilte – De animistische tendens in de Belgische sculptuur tot 1940 (Brussel: Kredietbank): 17.
5. ↑  Marc Lambrechts, De innerlijke stilte – De animistische tendens in de Belgische sculptuur tot 1940 (Brussel: Kredietbank): 32.
6. ↑  Marcel Van Jole en Marie-Anne Gheeraert, Georges Grard – Monografie (Brugge: Stichting Kunstboek, 1995): 229.
7. ↑  Marie-Rose Bentein-Stoelen, ‘Over de kunstenaar’, Hulde – George Grard, Hasselt, Cultureel Centrum, Kruishoutem, 1981: 19-20.
8. ↑  Verwervingsbrief
9. ↑  Marcel Van Jole en Marie-Anne Gheeraert, Georges Grard – Monografie (Brugge: Stichting Kunstboek, 1995): 31, 231-232.
10. ↑  Marie-Rose Bentein-Stoelen, ‘Over de kunstenaar’, Hulde – George Grard, Hasselt, Cultureel Centrum, Kruishoutem, 1981: 23.
11. ↑  Marcel Van Jole en Marie-Anne Gheeraert, Georges Grard – Monografie (Brugge: Stichting Kunstboek, 1995): 124.